# 哈利·科爾布恩
哈利·D·科爾布恩（英語：Harry D. Colebourn，1887年4月12日—1947年9月24日），隸屬皇家加拿大部隊獸醫團的加拿大獸醫和士兵，最出名是向倫敦動物園捐贈一隻名為「維尼」（Winnie，溫尼伯的簡稱）的小幼熊。維尼後來啟發了艾倫·亞歷山大·米恩創作著名的兒童讀物角色小熊維尼。

## 早年
哈利·科爾布恩出生在英格蘭的伯明翰，他18歲時移民到加拿大。他入讀安大略省貴湖的安大略獸醫學院，獲得了獸醫外科學學位，並西遷到曼尼托巴省的溫尼伯。

## 維尼與第一次世界大戰
科爾布恩在第一次世界大戰期間前往海外工作，當他乘火車前往魁北克省軍事基地的訓練營時，他在安大略省的白河遇到一位獵人，該獵人有一隻雌性黑幼熊要出售，而且殺死了幼熊的母親。科爾布恩以20加拿大元的價格購買了這隻幼熊，以他的家鄉的名字命名她為「維尼」，並帶著她穿越大西洋到索爾斯堡平原，她在那裡成為了民兵騎兵團加里堡馬的非官方吉祥物。科爾布恩本人是皇家加拿大部隊獸醫團的成員，隸屬於加里堡馬擔任獸醫。科爾布恩在法國服役了三年，獲得少校軍銜，將維尼留在倫敦動物園並最終把她捐贈出去。

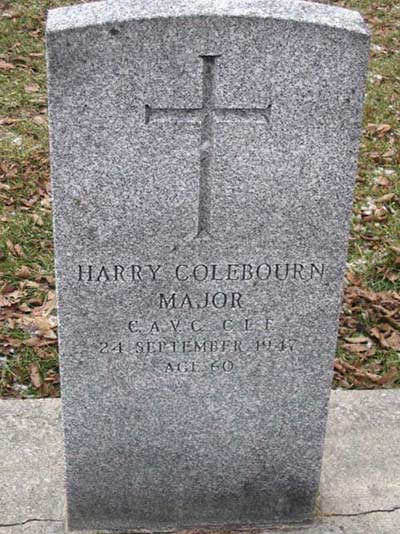
科爾布恩被安葬在加拿大的一座軍事公墓裡。

艾倫·亞歷山大·米恩和他的兒子克里斯多福·羅賓·米恩在倫敦動物園遇見維尼。克里斯多福被她吸引住，他以她來為他的泰迪熊命名，這也啟發了米恩創作《小熊維尼》（1926年）和《The House at Pooh Corner》（1928年）中的虛構角色。米恩還在兒童詩集《When We Were Very Young》和《Now We Are Six》中收錄了幾本關於小熊維尼的詩。E·H·舍帕爾德為全部四卷作插畫。維尼一直留在動物園裡直到1934年去世為止。

## 戰後
戰後，科爾布恩在英國倫敦的皇家獸醫外科學院做研究生工作，然後在1920年回到加拿大，並在溫尼伯開始了私人執業。他在1945年退休，並在1947年9月去世。他被埋葬在溫尼伯的布魯克賽德公墓。溫尼伯的阿西尼博因公園動物園和倫敦動物園都有科爾布恩與維尼的雕像。

## 書籍和電影
- 《The Real Winnie: A One-of-a-Kind Bear》（2003年），作者：Val Shushkewich ISBN 1-896219-89-6
- 《A Bear Named Winnie（英语：A Bear Named Winnie）》，2004年的電視電影，故事關於科爾布恩和維尼。由米高·法斯賓達飾演科爾布恩。
- 《Finding Winnie: The True Story of the World’s Most Famous Bear（英语：Finding Winnie）》（2015年），作者：Lindsay Mattick ISBN 9780316324908
- 《Winnie the Bear: The True Story Behind A. A. Milne's Famous Bear》（2014年），作者：M A Appleby

## 外部連結
- Biography of Harry Colebourn at Manitoba Archives（页面存档备份，存于） (Type Winnie in the Keystone Archive Search Engine)
- Biography of Harry Colebourn at the Canadian Encyclopedia
  - In Conversation with Lindsay Mattick（页面存档备份，存于）, The Canadian Encyclopedia
- James Milne's, The Page at Pooh Corner - Winnie Name Origin
- The real-life Canadian story of Winnie-the-Pooh（页面存档备份，存于） at Canadian Broadcasting Corporation CBC
- Remembering the Real Winnie: The World's Most Famous Bear Turns 100 （页面存档备份，存于） (Website at Ryerson University)
- Harry Colebourn（页面存档备份，存于） at Canadian Great War Project（页面存档备份，存于）
- 在Find a Grave上的16602679 哈利·科爾布恩